# Pointe du Dard
Pointe du Dard – szczyt w Alpach Graickich, części Alp Zachodnich. Leży we wschodniej Francji w regionie Owernia-Rodan-Alpy. Należy do masywu Vanoise. Szczyt można zdobyć ze schroniska Refuge du Nant du Beurre (2080 m). Należy do Parku Narodowego Vanoise.